# Isoperla lesbica
Isoperla lesbica és una espècie d'insecte plecòpter pertanyent a la família dels perlòdids. En el seu estadi immadur és aquàtic i viu a l'aigua dolça, mentre que com a adult és terrestre i volador. Es troba a Europa: el nord de les illes de la mar Egea (Grècia).